# ヒガシグリーンランドカリブー
ヒガシグリーンランドカリブー (Rangifer tarandus eogroenlandicus) は、偶蹄目シカ科に属するトナカイの絶滅亜種。北極圏のグリーンランド島東部に生息していた。
体色は灰色で、背中だけが濃い茶色だった。つがい、単独、大集団で行動することはなく、6、7頭の群れで移動しながら暮らしていた。食物は苔を好んだ。
グリーンランド先住民の狩りによってヒガシグリーンランドカリブーの数は減りつつあったが、それでも19世紀末には少数ながら数が維持されていた。しかし、1899年にホッキョクオオカミがグリーンランドに進入してきたことが破局をもたらした。食べ物の少ない氷原のことだから、ホッキョクオオカミはひたすらカリブーを追いかけた。逃げ回っているうちに衰弱して死んだカリブーもいたほどで、約1年たった1900年にはヒガシグリーンランドカリブーは絶滅に追い込まれた。